# Patia orise
Espèce
Patia orise est une espèce d'insectes lépidoptères (papillons) de la famille des Pieridae, de la sous-famille des Dismorphiinae et du genre Patia.

## Taxonomie
Patia orise a été décrit par Jean-Baptiste Alphonse Dechauffour de Boisduval en 1836 sous le nom de Leptalis orise.

### Sous-espèces
- Patia orise orise ; présent en Guyane.
- Patia orise denigrata (Rosenberg & Talbot, 1914) en Colombie et au Pérou[1].

## Description
Patia orise est un grand papillon blanc et noir d'une envergure d'environ 80 mm. Les ailes antérieures sont très allongées à apex arrondi blanches aux veines noires avec une large bordure noire et des bandes transversales noires. Les ailes postérieures sont blanches à légère suffusion jaune veinées et bordées de noir et traversées d'une bande noire.
Le revers est nacré.

## Écologie et distribution
Il est présent sur la côte nord et nord-est de l'Amérique du sud, en Bolivie, en Équateur, en Guyane, en Colombie et au Pérou.

### Protection
Pas de statut de protection particulier.